# Giełda Papierów Wartościowych w Surabaja
Giełda Papierów Wartościowych w Surabaja (indonez. Bursa Efek Surabaya – BES, ang. Surabaya Stock Exchange – SSX) – giełda papierów wartościowych w Indonezji; zlokalizowana w stolicy prowincji Jawa Wschodnia – mieście Surabaja.
W 2007 roku została połączona z giełdą w Dżakarcie, tworząc Indonezyjską Giełdę Papierów Wartościowych.